# Staurozoa
Staurozoa  (dal greco σταυρός, "croce") è una classe di celenterati del phylum Cnidaria. Di fatto,  le Staurozoa rappresentano la classe accettata più recente fra gli cnidari, creato per sistemare le stauromeduse che per morfologia o analisi filogenetica non potevano essere attribuite agli scifozoi assieme al vicino ordine di meduse Conulatae, ormai estinto.  In termini di specie viventi, le meduse della classe Staurozoa sono in tutto e per tutto equivalenti alle stauromeduse.
La fase adulta medusoide è simile a quella polipoide: vivono ancorate al substrato sommerso (alga o fondo marino). Le stauromeduse sono sovente incontrate in acque relativamente fredde e vicino alla costa. La maggior parte delle stauromeduse non misura più di 5 cm di lungo.

## Anatomia
Le stauromeduse sono meduse sessili peduncolate ottenute dalla modificazione dell'esombrella, la quale è profondamente divisa in quattro lobi, ognuno dei quali corrisponde a un diverticolo dell'apparato gastrovascolare. Vivono capovolte, in forma bentonica, sono litoranee ed epifitiche (ancorate alla vegetazione sommersa). L'ombrella caliciforme presenta 8 ciuffi marginali di tentacoli, ricchi di cnidociti e cellule mucipare tra le quali sono allocati i ropali, gli organi sensori. Una tale forma peculiare si ottiene dallo sviluppo di una minutissima larva vermiforme priva di ciglia, sostituente la planula e che si moltiplica per gemmazione dando luogo ad altre larve. La larva striscia fino a trovare un supporto per fissarsi al substrato, in seguito le larve assumono forma polipoide, che poi si trasforma a mo' di ombrella. In alcune specie, come la Haliclystus auricula, la riproduzione è invece sessuata, con i polipi che rilasciano sperma e uova nella colonna d'acqua.  La particolarità dei polipi staurozoi, a differenza dei scifopolipi, è di essere già provvisti di gonadi e quindi capaci di riprodursi già in questo stadio di maturazione.
I fossili delle conularie si conservano come strutture simili a conchiglie, costituite da file di bastoncini di fosfato di calcio; l'aspetto era quello di un cono gelato, ma la simmetria era quadripolare (ovvero vi erano quattro angoli prominenti). Nuovi anelli si formavano durante la crescita dell'organismo; questo tipo di crescita dà l'impressione di avere a che fare con animali segmentati, ma ricorda anche la crescita dei polipi e la relativa strobilazione (riproduzione asessuata) degli scifozoi. Fossili eccezionalmente conservati hanno rivelato che dalla parte più ampia del cono si protendevano soffici tentacoli, mentre dalla parte più stretta fuoriusciva una sorta di peduncolo carnoso, che permetteva all'animale di ancorarsi al fondale marino più duro, come fanno le stauromeduse.

## Distribuzione
Le stauromeduse si possono incontrare lungo le coste intatte dell'Europa, dell'America Settentrionale e dell'Asia. Alcune specie sono state identificate nelle regioni temperate dell'emisfero australe.
La specie estinta delle conularie è presente in ogni tipo di deposito marino paleozoici in diverse parti del mondo, tranne nel continente antartico.